# 관인초등학교
관인초등학교는 대한민국 경기도 포천시 관인면 탄동리에 있는 공립 초등학교이다.

## 학교 연혁
- 1930년 4월 1일 연천군 관인공립보통학교(4년제) 설립
- 1937년 4월 1일 6년제로 개편
- 1938년 4월 1일 관인공립심상소학교로 변경[1]
- 1941년 4월 1일 관인공립국민학교로 변경[2]
- 1954년 4월 20일 수복 개교
- 1981년 2월 28일 냉정국민학교 본교 통합
- 1981년 3월 1일 병설유치원 개원
- 1992년 2월 29일 사정분교장 본교에 통합
- 1996년 3월 1일 현재 교명으로 변경[3]
- 2008년 11월 8일 아름다운 학교 만들기 조성 사업
- 2012년 8월 31일 Wee클래스(상담실)준공
- 2012년 12월 10일 영어체험교실 준공
- 2013년 9월 5일 도서실 리모델링 공사
- 2015년 5월 19일 포천시 학교 명상 숲 조성
- 2017년 1월 24일 교사동 환경개선 공사(석면, 내부도색, LED조명)
- 2017년 1월 24일 포천시 자랑스러운 학교 선정
- 2017년 10월 30일 교사동 외벽 리모델링 공사
- 2020년 1월 3일 제65회 졸업생 9명 졸업(5,560명)
- 2020년 3월 1일 제33대 박종범 교장 취임
- 2020년 9월 25일 학교담장공사
- 2021년 1월 13일 제66회 졸업생 10명(5,570명)
- 2021년 2월 10일 급식실 환경개선공사(석면,LED)
- 2021년 3월 1일 초등 6학급(특수 1 포함), 유치원1학급 편성
- 2024년 3월 1일 초등 5학급(특수 1 포함) 편성
- 2025년 3월 1일 중리초등학교 통폐합

## 상징
- 교화 - 개나리 : 사랑과 활기, 화해와 오랜 추위의 끝을 알리는 따뜻함, 명랑함을 상징함
- 교목 - 잣나무 : 굳은 지조, 변치 않는 기상, 꿈을 향해 굳세게 전진하는 사람들을 상징함

## 참고 자료
- 관인초등학교 - 한국교육학술정보원 학교알리미